# Daniele Costantini
Daniele Costantini (Isola del Liri, 16 novembre 1950) è un regista, sceneggiatore e drammaturgo italiano.

## Biografia

### Gli inizi
Figlio del giornalista italiano Costanzo Costantini, nel 1968 abbandona la scuola e viene ammesso ai corsi di recitazione dell'Accademia nazionale d'arte drammatica, che frequenta per due anni. Contemporaneamente, lavora come assistente alla regia per Citto Maselli, Eriprando Visconti, Pasquale Festa Campanile e Armando Crispino.

### Carriera
Nel 1970 pubblica una scelta di poesie su Nuovi Argomenti, rivista diretta da Alberto Carocci, Alberto Moravia e Pier Paolo Pasolini.
Nel 1972 costituisce con alcuni compagni d'Accademia la compagnia teatrale Ottavia (dal nome della borgata romana, Ottavia, dove ha sede la compagnia), per la quale cura la regia di opere teatrali di Michel de Ghelderode, Stanisław Witkiewicz, Aleksandr Blok, Jurij Olesa, Isaac Babel, Anton Čechov, Wolfgang Goethe, Maurice Maeterlinck, Vjačeslav Ivanov, Vittorio Imbriani. Nel 1974 pubblica un volume di poesie, 1905, con una presentazione di Angelo Maria Ripellino.
Nel 1976 inizia a collaborare con l'attore e regista toscano Donato Sannini, con il quale scrive Io e Mayakovskij, Come conquistare le donne. Vol I per principianti, andati in scena rispettivamente nel 1977 e nel 1978 al Teatro Alberico di Roma, e Zona torrida, andato in scena al Teatro dell'Orologio nel 1984. 
Nel 1978 realizza il suo primo lungometraggio: Una settimana come un'altra. La carriera da regista prosegue con alcuni cortometraggi, video e video-ritratti (Cesare Zavattini, Lou Reed, Gregory Corso). 
Nel 1982, con Marco Melani, Francesco Dal Bosco, Fabrizio Varesco, Stefano Consiglio, costituisce la cooperativa Missione Impossibile con la quale realizza Ladri di cinema, una manifestazione-happening a cui partecipano Wim Wenders, Otar Ioseliani, Andreij Tarkovskij, Andrzey Wayda, Elia Kazan, Hans Jurgen Sjberberg, Werner Schroeter, Gyorgij Danelija, Michael Cimino, Ermanno Olmi, Bernardo Bertolucci, Marco Bellocchio, Mario Monicelli, Luigi Comencini. Nella serata dedicata a Bernardo Bertolucci viene proiettata la versione inglese di Ultimo tango a Parigi, film condannato al rogo nel 1975. A seguito della proiezione la cooperativa viene denunciata, ma vince il processo e nel 1987 il film può tornare ad essere distribuito nelle sale italiane. 
Nel 1987 dirige O Samba, film-tv della serie Piazza Navona, prodotta da Ettore Scola per Rai 2; nel 1990 il film Mezzaestate, prodotto da Pietro Valsecchi. 
Nel 1996 pubblica, con Francesco Dal Bosco, un libro-intervista con Dario Argento, Nuovo cinema inferno. Dal 1997 al 2000 è docente di sceneggiatura presso la Scuola Nazionale di Cinema (ex Centro Sperimentale di Cinematografia). Sempre nel 1997 costituisce, con Ettore Scola e Silvia Scola, la compagnia teatrale Il Piccoletto di Roma, per la quale cura la regia di tre propri testi teatrali: Nemici pubblici (1997), Tre compari (2000), Chiacchiere e sangue (Fatti della Banda della Magliana) (2003). Nel 2001 mette in scena Ti aspetto in sala d'aspetto di Silvia Scola, e nel 2003 Via del Governo Vecchio di Gigliola Fantoni.
Nel 1997 dirige il corto Stress metropolitano in rap, inserito nel film collettivo I corti italiani, presentato lo stesso anno alla Mostra Internazionale del Cinema di Venezia.
Nel 1999 fonda, con Francesco Dal Bosco, la società di produzione cinematografica Monti Pallidi con la quale produce Commesso Viaggiatore di Francesco Dal Bosco, film invitato, nel 2001, al Festival di Berlino.
Nel 2004 realizza il film Fatti della banda della Magliana, tratto dal suo testo teatrale Chiacchiere e Sangue e ispirato alle vicende della Banda della Magliana. Nel 2006 dirige tre delle sei puntate della serie televisiva La stagione dei delitti. Nel 2007 realizza Amore che vieni, amore che vai, tratto dal romanzo Un destino ridicolo di Fabrizio De André e Alessandro Gennari.
Nel 2014 diventa Direttore Artistico della Scuola di Cinema e Televisione Roma Film Academy, ex-NUCT, e dirige un cortometraggio girato a Lucera, Un "corto" per un grande prodigio (2014), con l'attrice lucerina Francesca Di Maggio sulla vita di San Francesco Antonio Fasani.

## Filmografia

### Regista

#### Cinema
- Una settimana come un'altra (1978)
- Mezzaestate (1990)
- Stress metropolitano in rap, episodio del film I corti italiani (1997)
- Fatti della banda della Magliana (2005)
- Amore che vieni, amore che vai (2008)
- Un "corto" per un grande prodigio (2014)
- Il venditore di colori - documentario (2019)

#### Televisione
- Piazza Navona - serie TV, 1x04 (1987)
- La stagione dei delitti - serie TV, 2x04-2x05-2x06 (2007)

## Riconoscimenti
- David Speciale per l'opera prima (1979) – Una settimana come un'altra
- Festival del Cinema Indipendente di Foggia 2005 – Premio della stampa (Fatti della banda della Magliana)
- Roma Independent Film Festival 2005 – Premio migliore regia (Fatti della banda della Magliana)